# Basement Jaxx
Basement Jaxx es un dúo británico de música house formado por Felix Buxton y Simon Ratcliffe. El dúo comenzó en el año 1994 en Brixton, al sur de Londres.

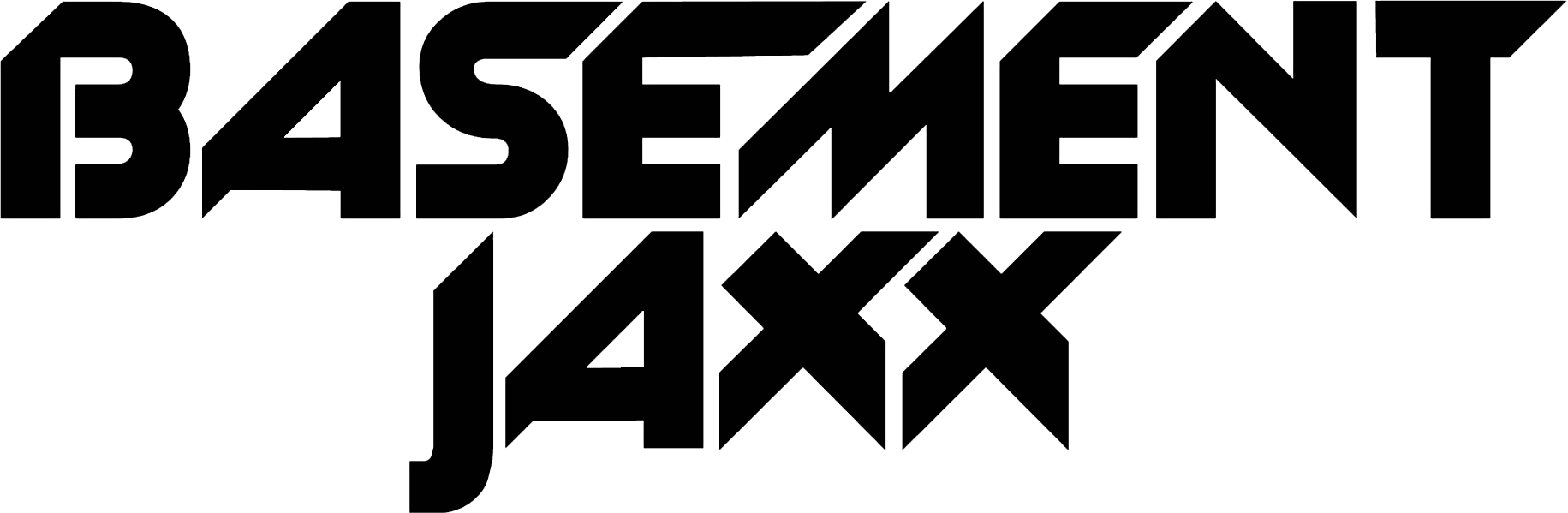
Logotipo de Basement Jaxx.

## Historia
En 1999, Basement Jaxx lanzó su primer álbum, Remedy, que incluye los éxitos "Red Alert», «Rendez Vu», «Jump N' Shout», y «Bingo Bango». «Red Alert» salió en un anuncio de Coca-Cola. También lanzó Jaxx Unreleased, una compilación de lados B, remezclas, y otro tipo de material.
Su siguiente álbum salió a la venta en el 2001, Rooty, incluye los temas "Romeo", «Just 1 Kiss», «Where's Your Head At?» y «Get Me Off». El vídeo musical de «Romeo» es una parodia de las películas de Bollywood. «Where's Your Head At?», que utiliza un sample de «M.E.» de Gary Numan, se convirtió en un gran éxito internacional en 2002, y se considera una de sus mejores canciones.
En 2003 publicaron su tercer álbum, Kish Kash, con contribuciones de Lisa Kekaula (Bellrays), Meshell Ndegeocello, Dizzee Rascal, Cotlyn Jackson, J C Chasez, Siouxsie Sioux, y Phoebe. Kish Kash ganó el Grammy al mejor álbum de música dance en 2004.
En el año 2005, el grupo publica The Singles, que incluye todos los sencillos de sus tres álbumes anteriores, algunas canciones inéditas, y dos nuevos temas, "Oh My Gosh» y «U Don't Know Me», ambos publicados como singles. También se publicó The Singles (Special Edition), que contenía la compilación original más algunos temas extra.
En el 2006 empiezan a trabajar en el que será su cuarto álbum, Crazy Itch Radio, del cual el primer sencillo es "Hush Boy». Esta junto con «Take Me Back To Your House» son las canciones más sonadas en clubes.
El 21 de septiembre de 2009 salió a la venta su nuevo álbum "Scars» con su sencillo «Feelings Gone".

## Discografía

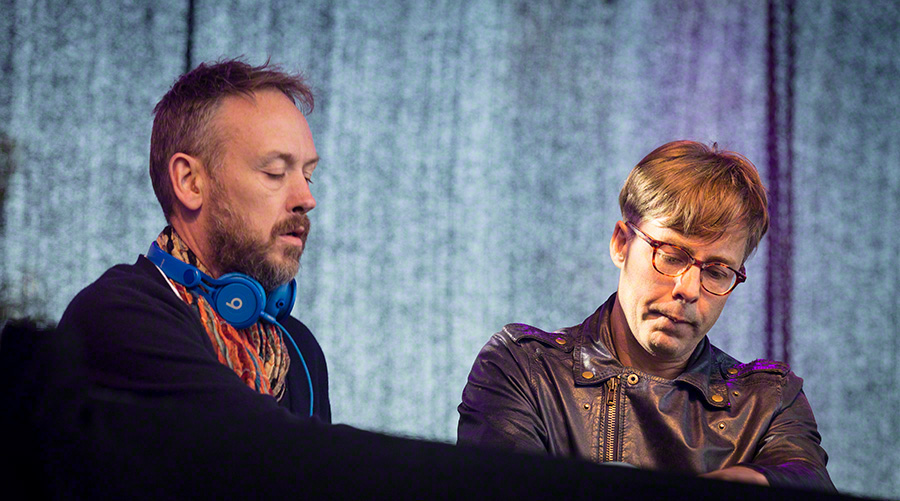
Basement Jaxx, 2016

- 1999: Remedy
- 2001: Rooty
- 2003: Kish Kash
- 2006: Crazy Itch Radio
- 2009: Scars
- 2014: Junto

### Compilaciones
- 1997: Atlantic Jaxx Recordings: A Compilation
- 2000: Jaxx Unreleased
- 2001: Xxtra Cutz
- 2005: Basement Jaxx: The Singles
- 2006: Atlantic Jaxx Recordings: A Compilation Vol. 2

### Remixes
- 2003: Daft Punk - Phoenix (Remix del álbum Daft Club)
- 2015: Junto Remixed